# Horváth József (sakkozó)
Horváth József (Budapest, 1964. augusztus 13.–) magyar sakkozó, nemzetközi nagymester, háromszoros sakkolimpikon, sakkcsapat világbajnokságon egyéni bronzérmes, nemzetközi versenybíró, edző, FIDE mesteredző. A magyar női sakkválogatott kapitánya és edzője (2002-2010) , a Maróczy Géza Központi Sakkiskola oktatója.
1988-ban elvégezte a Külkereskedelmi Főiskolát, majd a Testnevelési Egyetemen 2002-ben kitüntetéssel szerzett sakk szakedző diplomát.
Testvére Horváth Csaba ugyancsak nemzetközi sakknagymester.

## Pályafutása
1980-ban megnyerte az U17 korosztályos magyar bajnokságot, 1981-ben az U20 junior magyar bajnokságot. 1982-ben Hamburgban az Ifjúsági Sakkfesztiválon 1. helyezést ért el.
1984-ben megnyerte Budapest bajnokságát.
Az 1983/1984-ben Groningenben rendezett U20 korosztályos Junior sakk-Európa-bajnokságon a 6-8. helyen végzett.
1987-ben, 1993-ban és 1994-ben, majd 2012-ben megnyerte a magyar nyílt sakkbajnokságot. 1992-ben és 1994-ben a magyar sakkbajnokságon bronzérmet szerzett.
1984-ben lett nemzetközi mester, 1990-ben szerezte meg a nemzetközi nagymesteri fokozatot. 1996 óta nemzetközi versenybíró, 2010-ben kapta meg a FIDE mesteredző címet.
A 2016. augusztusban érvényes Élő-pontértéke a klasszikus sakkjátékban 2514. A magyar ranglistán az aktív játékosok között a 20. helyen állt. Legmagasabb pontértéke a 2009. júliusban elért 2567 volt.

## Csapateredményei
1990-ben, 1992-ben és 1998-ban tagja volt a sakkolimpián szereplő magyar válogatott csapatnak.
1989-ben a Sakkcsapat világbajnokságon 4. helyen végzett csapat tagjaként a mezőnyben a 3. legjobb eredményt érte el.
1989-ben és 1992-ben tagja volt a Sakkcsapat Európa-bajnokságon szereplő magyar válogatottnak.
1988-1995 között a Budapesti Honvéd sakkcsapatának tagjaként szerepelt a Bajnokcsapatok Európa Kupájában, amelyen 1988-ban, 1993-ban és 1995-ben 2. helyezést értek el.
Az 1990-ben 2., 2013-ban 5. helyezést elért magyar válogatott tagja volt a MITROPA Kupa versenyen.

## Kiemelkedő versenyeredményei
1. helyezés vagy megosztott 1. helyezés
- Balatonberény Open (1986)
- Noviki nagymesterverseny (1988)
- Budapest (1988, 1989, 1993, 1994 és 1997)
- Andorra (1989),
- Cannes (1992),
- Leukerbad (1992),
- Zalakaros (1995, 1996, 2012[9]),
- Velden am Wörther See (1995),
- Paks (1996),
- Bischwiller (1999)
- Helsinki (2001),
- Chambery (2001, 2009.[10] 2010,[11] 2011[12]), 2012-ben 2. helyezést ért el, 2014-ben körversenyen 1.
- Zalakaros (2002, 2004),
- Val Thorens (2002, 2006),
- Paris (2003)
- Verona (2005)
- Château de Lacroix-Laval (2005),
- Feffernitz (2008)
- Aschach (2008)
- Perugia (2013)[13]

## Edzői tevékenysége
- 1985/1986 - Ivánka Mária szekundása volt, aki bejutott a Női Zónaközi döntőbe (1986 Veliko Tirnovo, Bulgária)
- 1986 - Szekundáns a női válogatott mellett, akik ezüstérmet szereztek a Dubai sakkolimpián
- 1988 - Szekundáns az aranyérmes női válogatott mellett (Szaloniki Sakkolimpia - Polgár Zsuzsa, Polgár Judit, Mádl Ildikó és Polgár Zsófia)
- 2002 - Csapatkapitány, edző a női válogatott mellett
- 2007 - Plovdiv Európa-bajnokság, kapitány az ezüstérmes női válogatott mellett

## Tanítványai
- Fogarasi Tibor nemzetközi nagymester
- Horváth Ádám nemzetközi nagymester
- Antal Gergely nemzetközi nagymester
- Boros Dénes nemzetközi nagymester
- Mihók Olivér nemzetközi nagymester
- Gara Anita és Gara Tícia magyar női bajnokok

## Díjai, elismerései
- Pro Urbe díj (2003) A Zalaegerszegi Csuti-Hydrocomp SK sakkcsapatának tagjaként.[14]
- Barcza Gedeon-díj (2020)[15]